# Lolo, Montana
Lolo är en ort i Missoula County i Montana, USA